# Stazione di Ortanova
La stazione di Orta Nova è una stazione ferroviaria posta sulla linea Termoli-Bari. È collegata al centro abitato di Orta Nova attraverso un servizio pubblico di Autobus.

## Storia
Nel 1938 la stazione di Ortanova prese la nuova denominazione di "Orta Nova"; in seguito riprese la denominazione originaria. Ad oggi la stazione è stata ammodernata con lavori di innalzamento dei marciapiedi a rendere più sicura la struttura e sono stati effettuati lavori generali atti a rendere migliore la stazione.